# Satanica
Satanica — музичний альбом гурту Behemoth. Виданий 25 жовтня 1999 року лейблом Avantgarde Music. Загальна тривалість композицій становить 35:12. Альбом відносять до напрямку дез-метал.

## Список пісень
CD 1
1. «Decade of Therion» — 3:19
2. «LAM» — 4:13
3. «Ceremony of Shiva» — 3:32
4. «Of Sephirotic Transformation and Carnality» — 4:31
5. «The Sermon to the Hypocrites» — 5:03
6. «Starspawn» — 3:32
7. «The Alchemist's Dream» — 5:40
8. «Chant For Eschaton 2000» — 5:22
9. «Прихований твір» — 0:57
10. «Прихований твір» — 1:37

CD 2 (bonus)
1. «Diableria (The Great Introduction)» — 0:44
2. «The Thousand Plagues I Witness» — 5:26
3. «Satan's Sword (I Have Become)» — 4:48
4. «From The Pagan Vastlands» — 3:30
5. «Driven By The Five-Winged Star» — 5:34
6. «The Entrance To The Spheres Of Mars» — 4:41